# John Stanley Plaskett
John Stanley Plaskett, född 17 november 1865, död 17 oktober 1941, var en kanadensisk astronom. Han var far till Harry Hemley Plaskett.
Plaskett var från 1917 chef för det nya observatoriet i Victoria, British Columbia. Hans huvudarbeten ligger inom stjärnspektrografin. Plaskett studerade bland annat de mörka kalciummolnens utbredning i Vintergatans rotation. Han upptäckte även en spektroskopisk dubbelstjärna, kallad Plasketts stjärna vars komponenter karaktäriseras av mycket stora massor. Plaskett, som var Fellow of the Royal Society, tilldelades Royal Astronomical Societys guldmedalj 1930, Rumfordpriset samma år, Brucemedaljen 1932 och Henry Draper-medaljen 1934.